# 은율 관산리 고인돌
관산리 고인돌(冠山里-)은 황해남도 은율군 관산리의 청동기시대 고인돌이다. 현존하고 있는 고인돌 중 가장 아름답고 가장 크다.
관산리에는 여러 개의 오덕형 지석(고인돌)이 있는데 가장 대표적인 것이 바로 이 1호 고인돌이다. 관산리 고인돌은 잘 남아 있는 고인돌 중 하나인데, 마을 앞을 가로막은 화산봉우리와 잇닿은, 표고 약 80m 되는 산마루에 남향으로 우뚝 솟아 있다. 이곳은 다른 고인돌이 있는 곳보다 훨씬 높은 곳인데 고인돌 주위에는 사방 3.5m 넓이로 현재의 지면보다 65cm 정도 높게 돋구어졌다.
질 좋은 화강암을 반듯하게 다듬어 고인돌을 세우고 그 바깥에 막음돌을 세워 묘실을 만들었다. 묘실의 길이는 3.3m, 너비는 1.4m, 높이는 묘실바닥에서 2.15m이다. 관산리 고인돌은 원래는 받침돌을 세운 것으로 4면이 모두 막혔는데 오늘날에는 서남쪽 받침돌이 없어졌다. 덮개돌은 길이 8.75m, 너비 4.5m, 두께 31cm로 무게는 40t에 달하며, 그 면적이 34m2나 된다. 
덮개돌의 무게가 40t이나 되는 거대한 고인돌을 축조하려면 수백·수천 명의 인부를 동원했어야 할 것이며, 이것은 관산리 1호 무덤을 비롯한 대형 고인돌에 묻힌 자가 부와 권세를 갖춘 추장이었음을 짐작하게 한다. 
고인돌 부근의 평지와 산에는 여러 개의 고인돌이 있는데 이곳에서 돌칼·돌화살촉·질그릇 조각 등 원시유물들이 출토되고 있어 한국의 거석문화연구에 중요한 자료가 되고 있다.